# بوبيرس ليه هيسموند
بوبيرس ليه هيسموند (بالفرنسية: Boubers-lès-Hesmond)‏ هي بلدية تقع في إقليم باد كاليه من منطقة نور با دو كاليه في شمال فرنسا. تبلغ مساحة هذه المدينة 1.74 (كم²)، وترتفع عن سطح البحر 53 م، يبلغ عدد سكانها 72 نسمة حسب إحصاء المعهد الوطني للإحصاء والدراسات الاقتصادية سنة 2009 م. وترأس Francis Tetard البلدية خلال فترة (2008-2014).